# Kenji Hada
Kenji Hada (秦 賢二 Hada Kenji?, nacido el 27 de junio de 1981 en Hiroshima, Hiroshima) es un exfutbolista japonés. Jugaba de centrocampista y su último club fue el Okinawa Kaiho Bank de Japón.

## Trayectoria

### Clubes
| Club                 | País  | Año         |
| -------------------- | ----- | ----------- |
| Nagoya Grampus Eight | Japón | 2000 - 2002 |
| Mito HollyHock       | Japón | 2002 - 2006 |
| FC Ryukyu            | Japón | 2007 - 2010 |
| MIO Biwako Shiga     | Japón | 2011 - 2012 |
| Okinawa Kaiho Bank   | Japón | 2013        |